# Оскотский, Захар Григорьевич
Захар Григорьевич Оскотский (23 января 1947, Ленинград — 21 августа 2024, Санкт-Петербург) — российский писатель, прозаик и публицист. Член Российского Союза профессиональных литераторов.

## Биография
Захар Оскотский родился в 1947 году в Ленинграде. Окончил Технологический институт им. Ленсовета. В 1970—1987 годах работал в научно-производственном объединении ВПК. Был ведущим инженером, руководителем группы. Автор более двух десятков изобретений в области конструкций, материалов и технологий средств инициирования (воспламенения и взрывания) для ракетной техники, боеприпасов, взрывных работ. В октябре 1987 года ушёл из НПО и до осени 2010 года работал оператором заводских и городских котельных.
В 1970-е годы начал писать рассказы. Печатался с 1980 года.
Скончался 21 августа 2024 года на 78-м году жизни после продолжительной болезни.

## Сведения о литературной работе
- автор рассказов, очерков, статей, печатавшихся в ленинградских-петербургских журналах, сборниках, газетах;
- автор статей в изданиях Российской Академии Наук (бюллетень «В защиту науки», журнал «Здравый смысл», газета «Троицкий вариант»);
- автор сценариев телевизионных передач из цикла «Парадоксы истории» для петербургского телевидения;
- автор книг «Гуманная пуля. Книга о науке, политике, истории и будущем», «Последняя башня Трои», «Зимний скорый. Хроника советской эпохи», «Утренний, розовый век. Россия-2024».